# مارغريت من بار
مارغريت دي بار (1275-1220)؛ كانت كونتيسة لوكسمبورغ بزواجها من هاينريش الخامس، هي ابنة هنري الثاني، كونت بار وفيليبا دي درو.